# De Dikkert
De Dikkert is een korenmolen in Amstelveen die thans als restaurant in gebruik is.

## Geschiedenis
De molen werd in 1896 gebouwd naast een al bestaande stoommalerij. Voor de bouw werd gebruikgemaakt van de afgebroken houtzaagmolen De Dikkert uit Zaandam, alwaar deze molen al voor 1629 was gebouwd. De molen bleef tot 1929 in bedrijf en raakte in verval. Met steun van de gemeente werd de molen in de jaren 1939 en 1940 gerestaureerd. Na de Tweede Wereldoorlog was het echter gedaan met het malen op de molen en na wederom een periode van verval werden in 1957 staart en gevlucht verwijderd. In 1966 werd de molen van binnen omgebouwd tot restaurant, hierbij ging het gangwerk van de molen verloren. Wel werd de molen uitwendig weer gerestaureerd. In 1984 werd de molen echter weer onttakeld en in 1991 volgde een nieuwe restauratie. In 2004 is de molen draaivaardig gerestaureerd en heeft de molen eenmalig gedraaid.

## Galerij, 1986, interieur en exterieur

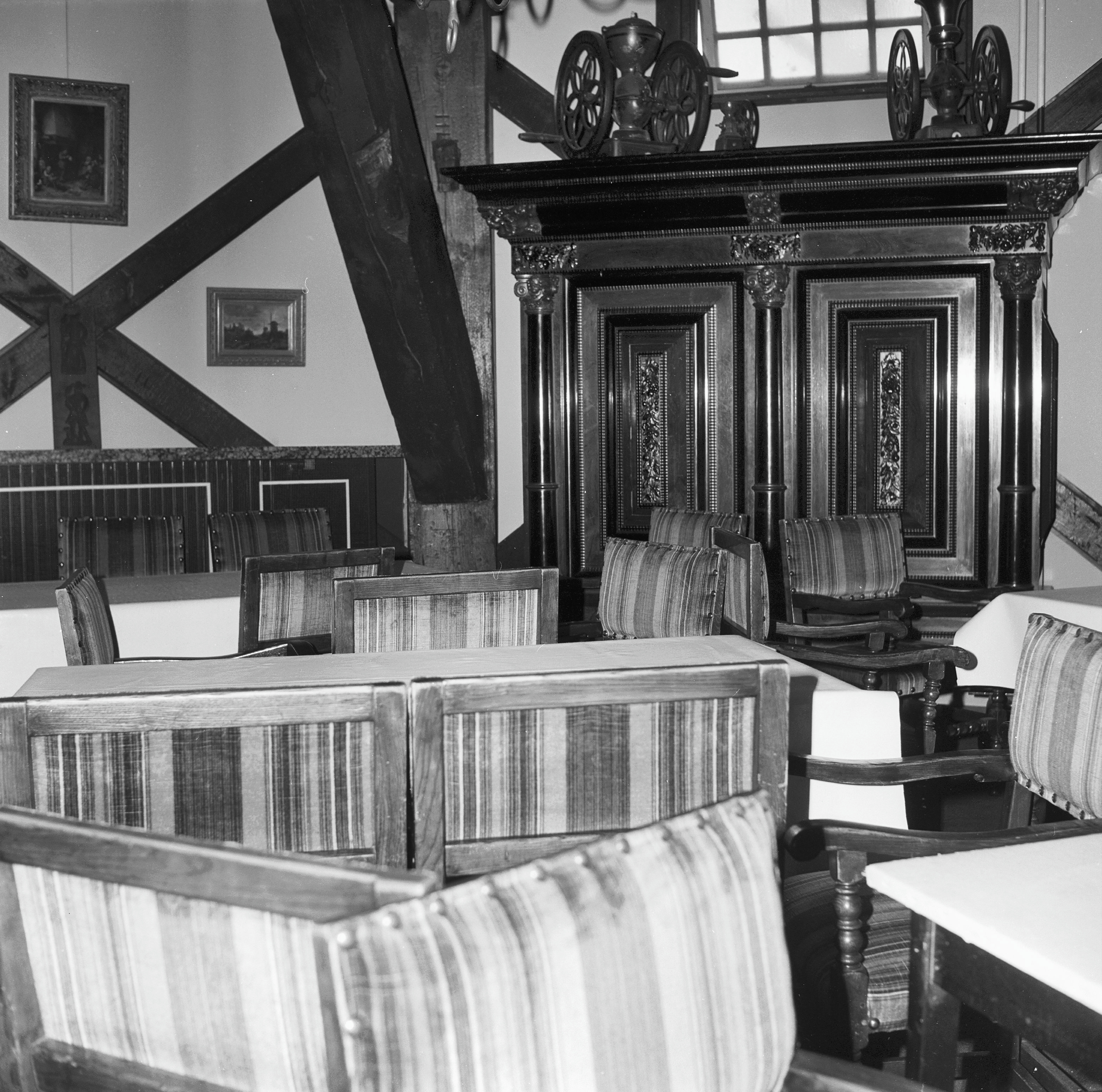
Interieur, zolder van de molen
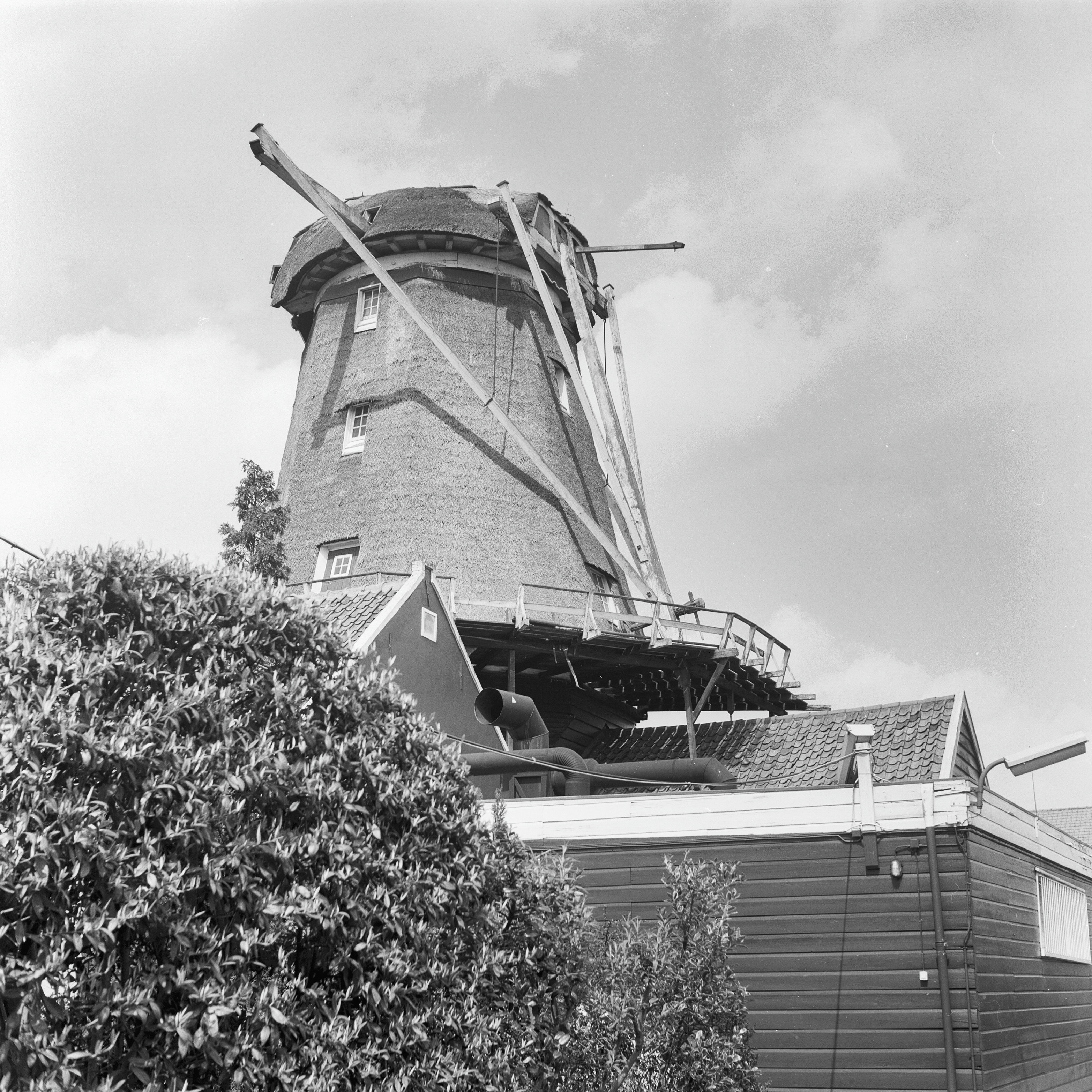
Molen, vanuit het zuiden
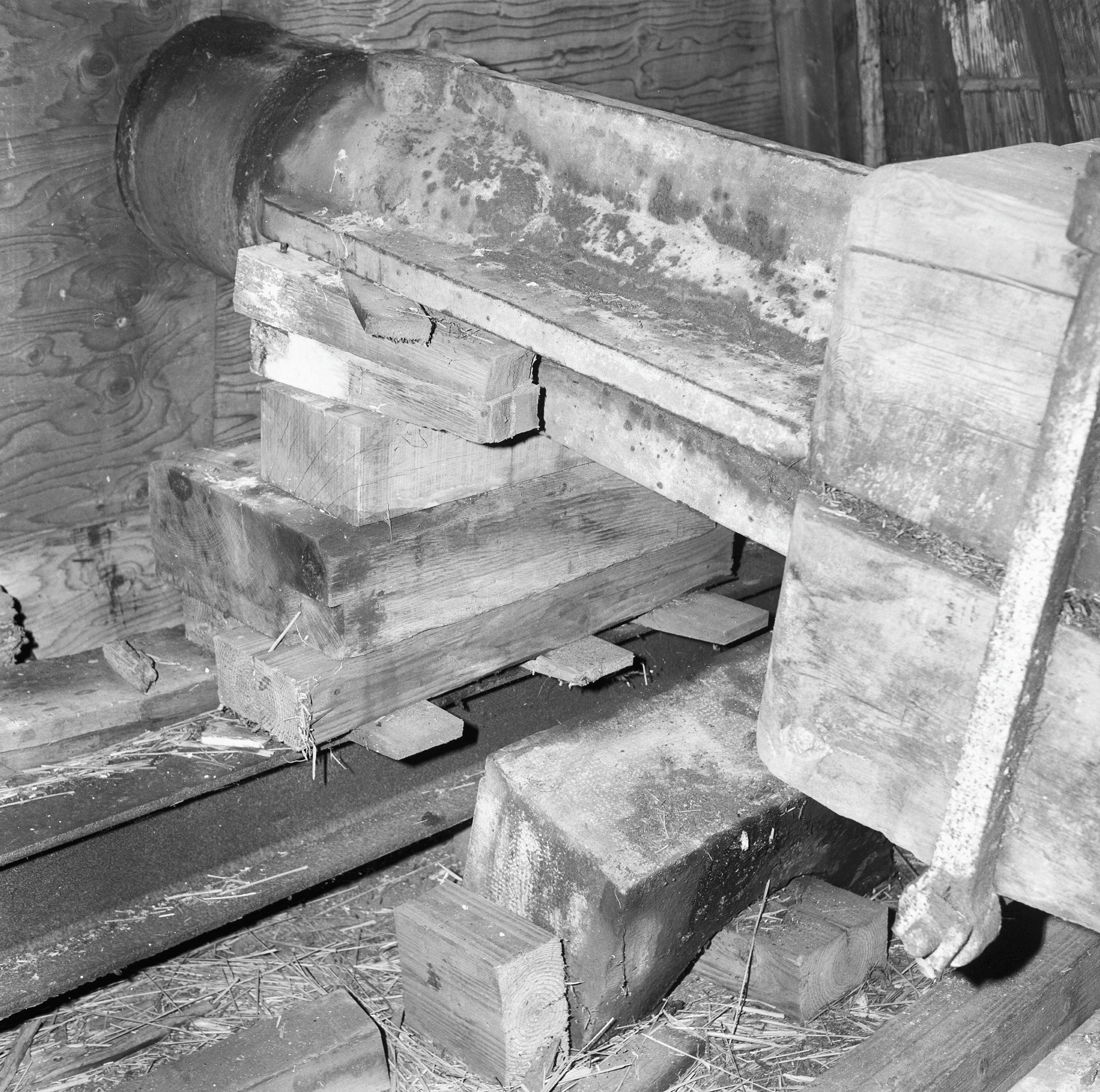
Interieur, halssteen weggezakt
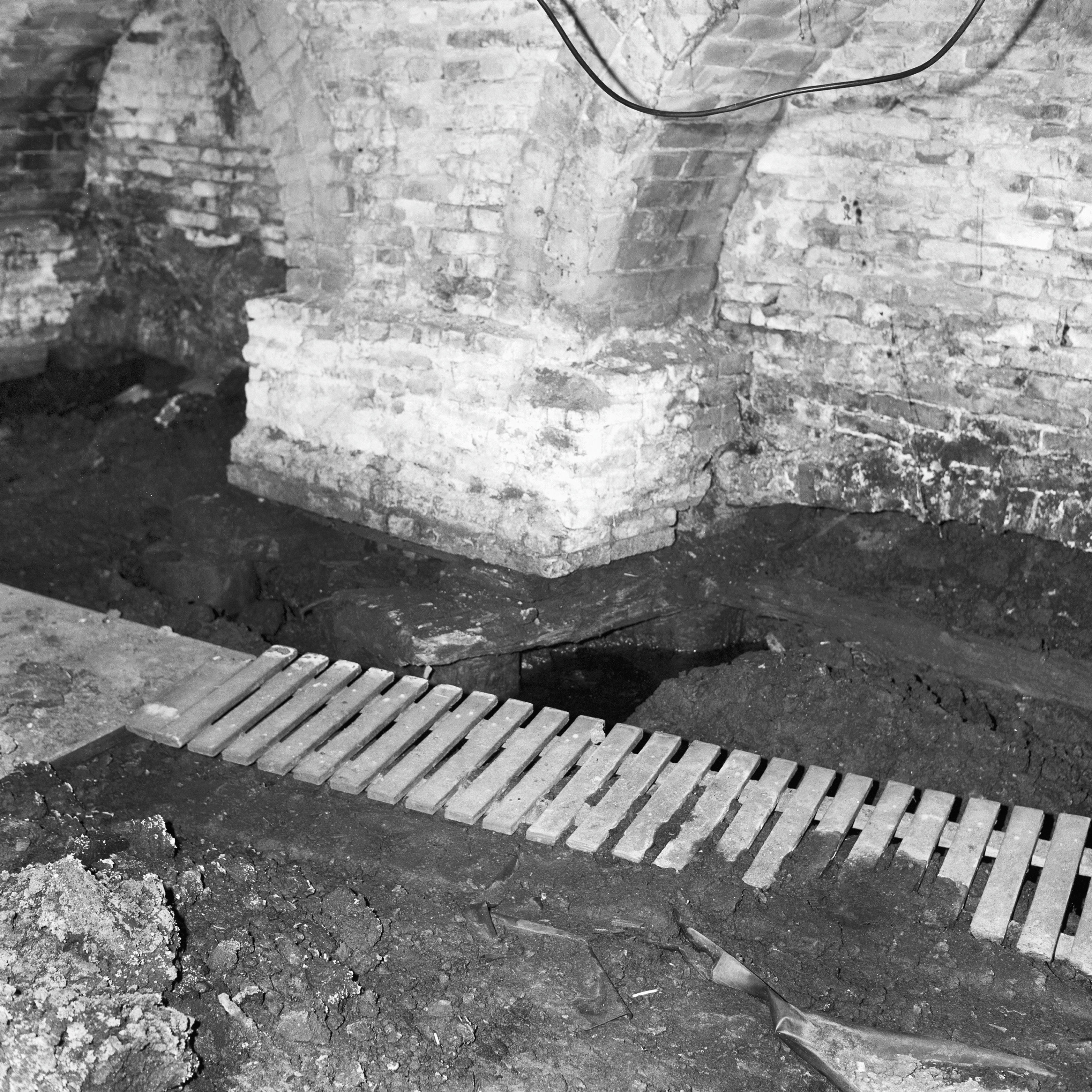
Interieur, houten palen

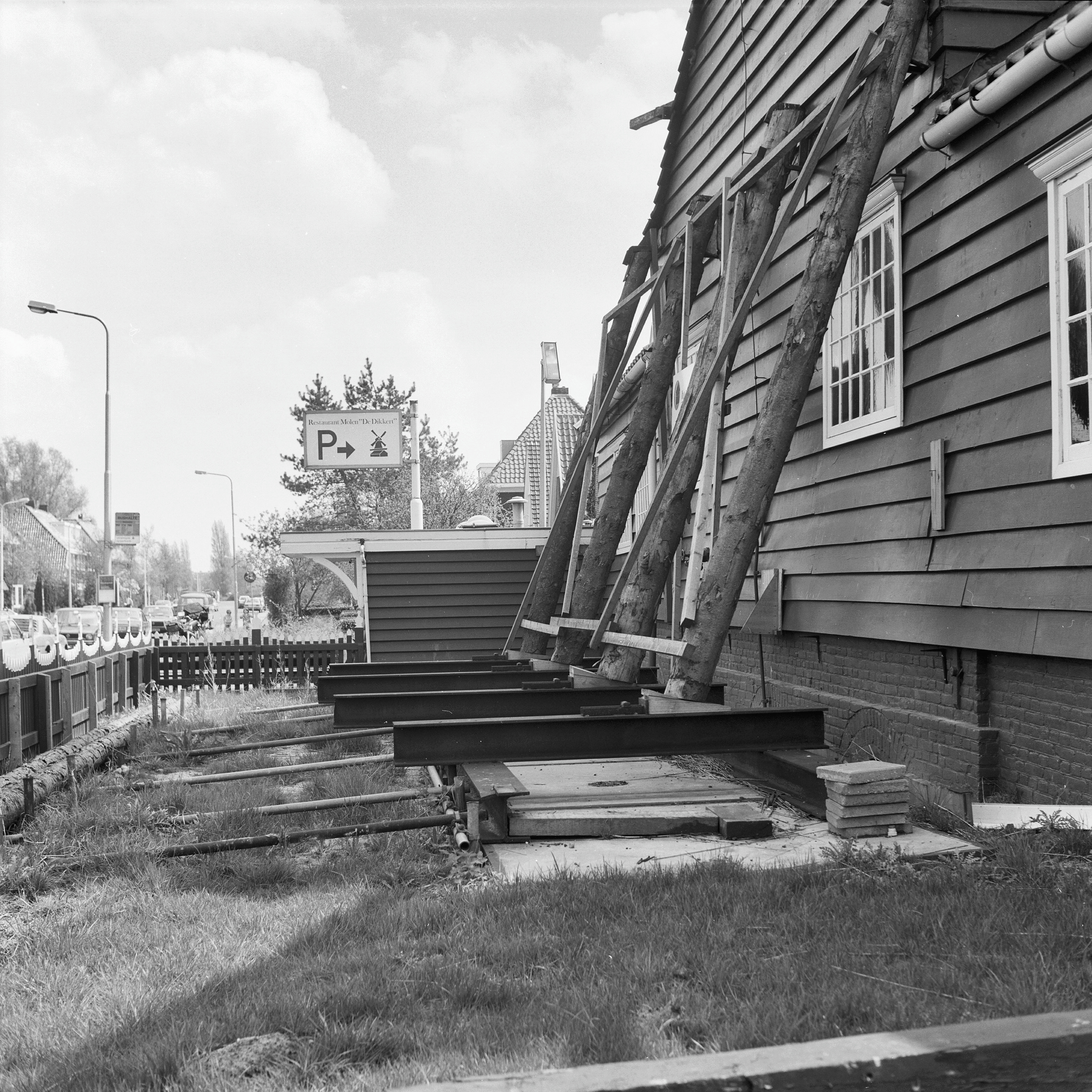
Exterieur, achterkant constructie
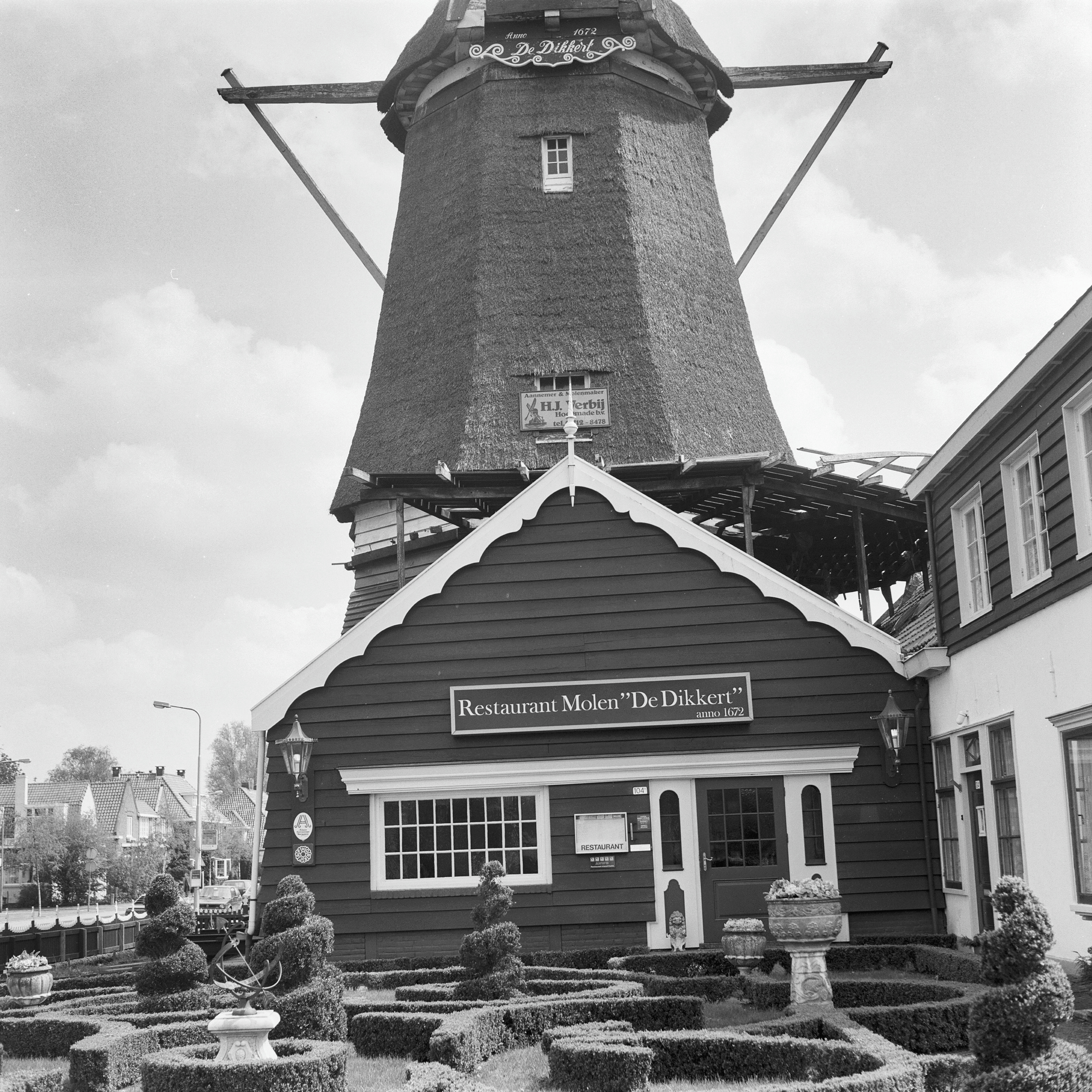
Molen met restaurant
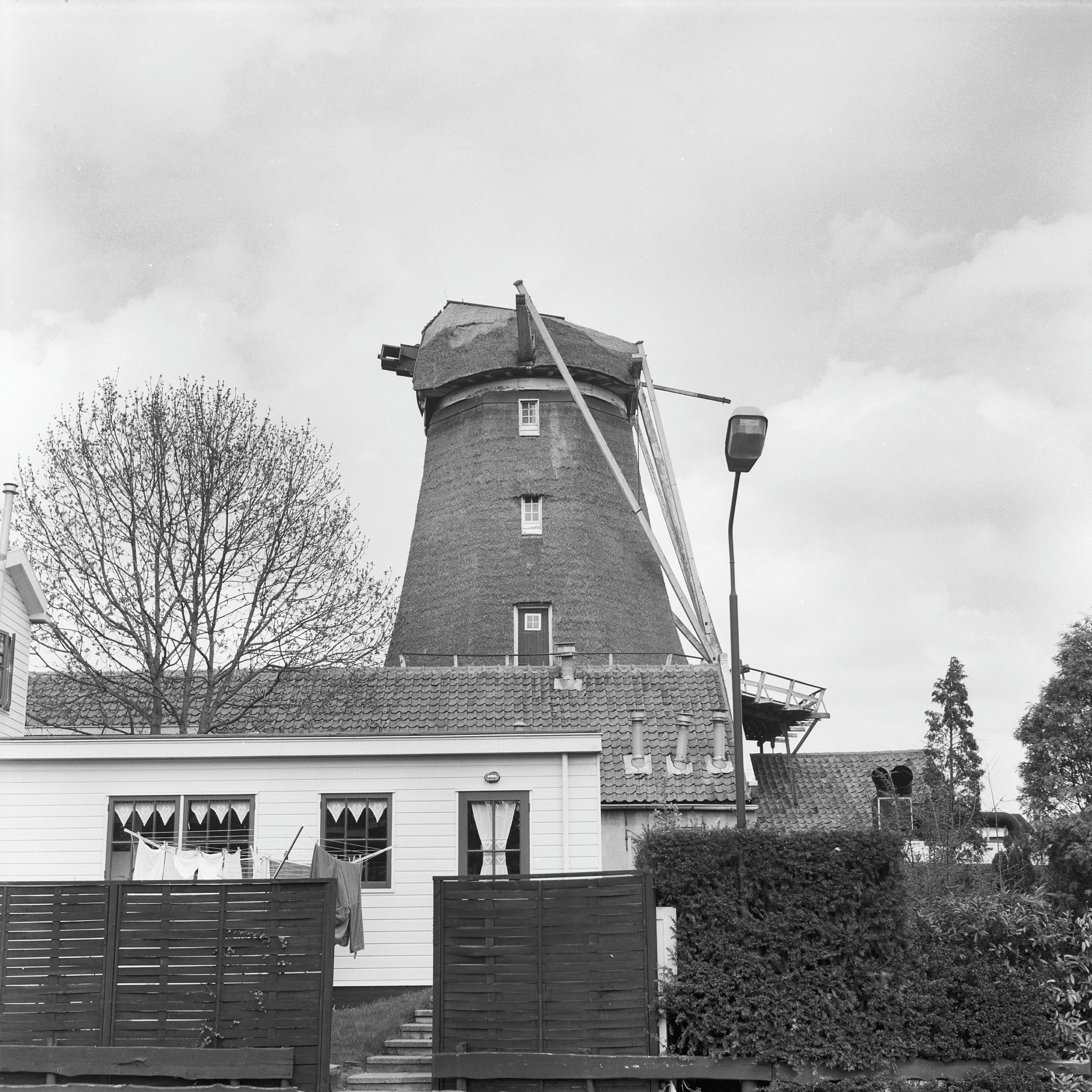
Molen, vanuit het noorden
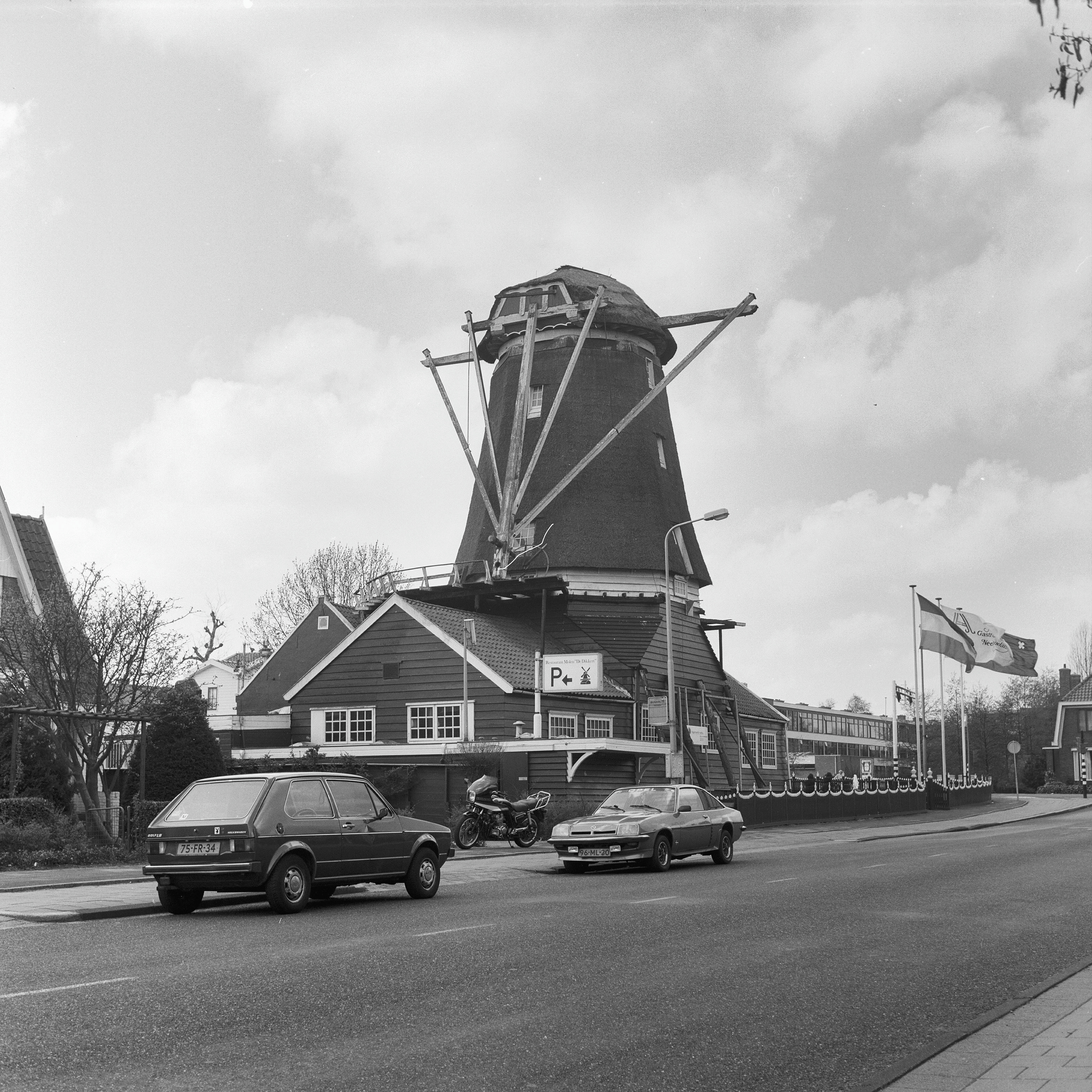
Overzicht op de molen.